# Cynoglossum paniculatum
Cynoglossum paniculatum är en strävbladig växtart som beskrevs av William Jackson Hooker och Arn.. Cynoglossum paniculatum ingår i släktet hundtungor, och familjen strävbladiga växter. Inga underarter finns listade i Catalogue of Life.